# Zakspeed 841
A Zakspeed 841 egy Formula–1-es versenyautó, melyet a Zakspeed csapat versenyeztetett az 1985-ös Formula–1 világbajnokság során. Pilótái Jonathan Palmer és Christian Danner voltak.

## Áttekintés
A Zakspeed más géposztályokban már egy ismert nyugatnémet csapat és tuningműhely volt, amely a Forddal dolgozott együtt. 1985-ben elhatározták, hogy a Formula–1-be is beszállnak, méghozzá saját gyártású turbómotorral. Ez szokatlan volt akkoriban, ugyanis csak az Alfa Romeo, a Ferrari és a Renault tettek hasonlóképpen. Az 1962-ben versenyzett Porsche 804 óta ez volt az első, teljesen német építésű autó. A csapat szűkös költségvetéssel dolgozott, ami azt jelentette, hogy csak két kasztnit építhettek, takarékossági okokból pedig egyszerre csak egy versenyzőjük versenyzett. Ugyanezen okból kihagyták az összes Európán kívüli versenyt. Már az autó neve, a 841-es is azt jelezte, hogy eredetileg egy évvel korábbi nevezésben gondolkodtak. A csapat főszponzora a West cigarettamárka lett.
A Zakspeed motor egy soros négyhengeres turbómotor volt, amely egy Ford motorblokkon alapult, és kb. 820 lóerős teljesítményt tudott (időmérő edzésen 900-at). Ezzel jó száz lóerő lemaradásban volt a legerősebb BMW, Ferrari, Renault, Honda, és TAG-Porsche motorok mögött, de erősebb volt, mint a Motori Moderni, a Hart, vagy az Alfa Romeo turbómotorjai.
A szezon túlnyomó részében csak Jonathan Palmer vezette, aki rögtön az első futamon a 23. helyen kvalifikált. A rajtnál azonban ütközött Keke Rosberg Williamsével, eltört a felfüggesztése, és feladni kényszerült a versenyt. Imolában tizenhetedik helyen zárt az időmérőn, de a motor hibája miatt el sem tudott indulni. Monacóban aztán sikerrel járt, és a 11. helyen be tudta fejezni a futamot. Ezt követően azonban különféle mechanikai problémák miatt már nem fejezett be több versenyt az évben. Ráadásul a tempó is lassult, Palmer már nem tudott bejutni az időmérőn a legjobb húszba se. Eredetileg az olasz nagydíjon is indultak volna, de Palmer időközben eltörte a lábát Spában egy sportautó-balesetben. Az utolsó két versenyükön Christian Danner helyettesítette, nem sok sikerrel. Ezután a csapat úgy döntött, hogy befejezik az évet, és inkább az új autó építésére koncentrálnak.

## Eredmények
| Év   | Csapat               | Motor           | Gumik | Pilóták          | 1   | 2   | 3   | 4   | 5   | 6   | 7   | 8   | 9   | 10  | 11  | 12  | 13  | 14  | 15  | 16  | Pontok | Helyezés |
| ---- | -------------------- | --------------- | ----- | ---------------- | --- | --- | --- | --- | --- | --- | --- | --- | --- | --- | --- | --- | --- | --- | --- | --- | ------ | -------- |
| 1985 | West Zakspeed Racing | Zakspeed 1500/4 | G     |                  | BRA | POR | SMR | MON | CAN | DET | FRA | GBR | GER | AUT | NED | ITA | BEL | EUR | RSA | AUS | 0      | -        |
| 1985 | West Zakspeed Racing | Zakspeed 1500/4 | G     | Jonathan Palmer  |     | KI  | NI  | 11  |     |     | KI  | KI  | KI  | KI  | KI  |     |     |     |     |     | 0      | -        |
| 1985 | West Zakspeed Racing | Zakspeed 1500/4 | G     | Christian Danner |     |     |     |     |     |     |     |     |     |     |     |     | KI  | KI  |     |     | 0      | -        |

## Forráshivatkozások
1. ↑  Az NSZK-csapata, vagyis a Zakspeed-sztori… (magyar nyelven). Napi F1 sztori, 2020. április 9. (Hozzáférés: 2025. április 29.)